# 高盧蜜環菌
高盧蜜環菌（学名：Armillaria gallica）是一種常見的蕈類，屬於蜜環菌屬，為生態上重要的腐生和寄生性真菌，可伺機性地腐蝕樹木根莖。本種原產於北半球溫帶，包括歐洲、亞洲與北美洲等地，並已不可逆地引進至南非。1990年代早期，本種一個位於密西根上半島的菌落因覆蓋範圍甚廣而為人所注意，其範圍達15公頃，當時估計重量約有100,000公斤，生長年份已有1500年，被稱為「巨大真菌」（humungous fungus），是當地的觀光景點之一，雖該菌落實際上位於瑪斯托頓，其相鄰的城鎮克里斯特爾福爾斯每年均舉辦巨大真菌節吸引觀光客。2018年的研究指出該菌落可能重達400,000公斤、且已有2500年歴史。